# Scott (Automobilhersteller)
Scott war ein US-amerikanischer Hersteller von Automobilen.

## Unternehmensgeschichte
Charles A. Scott leitete das Unternehmen. Es war eine mechanische Werkstätte mit guter Ausstattung. Der Sitz war in Denver in Colorado. 1908 begann er mit der Produktion von Automobilen. Der Markenname lautete Scott. Es ist nicht bekannt, ob das Unternehmen nach 1908 noch existierte.
Weitere US-amerikanische Hersteller von Personenkraftwagen der Marke Scott waren Scott Automobile Company, Scott Iron Works und J. A. Scott Motor Works.

## Fahrzeuge
Scott stellte Fahrzeuge nach Kundenaufträgen her. So konnte er sehr gut auf spezielle Wünsche eingehen.
Zu einem Fahrzeug liegen Daten vor. Ein Kunde wünschte eine besonders große Karosserie mit Platz für die ganze Familie. Er legte aber keinen Wert auf einen leistungsstarken Motor. Die Konkurrenz mit ihren Serienmodellen bot dagegen große Wagen nur mit großen Motoren an.